# Grevillea hirtella
Grevillea hirtella là một loài thực vật có hoa trong họ Quắn hoa. Loài này được (Benth.) Olde & Marriott miêu tả khoa học đầu tiên năm 1995.